# Těchlovický rybník
Těchlovický rybník, někdy nazývaný též Jordán, o rozloze vodní plochy 2,0 ha se nalézá na okraji lesa asi 0,6 km na severně od centra obce Těchlovice v okrese Hradec Králové. Rybník je využíván pro chov ryb. 

## Galerie

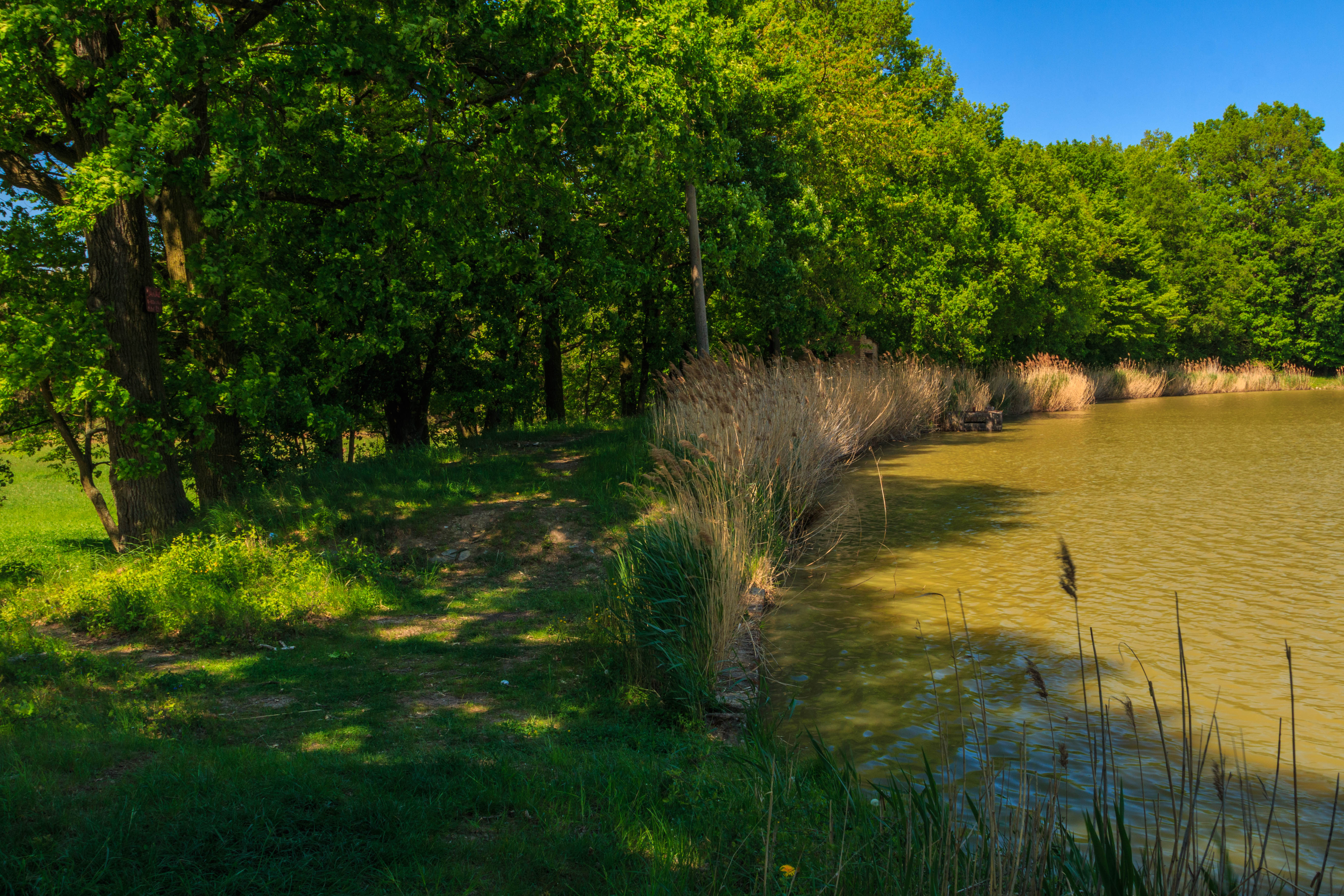
pohled na Těchlovický rybník
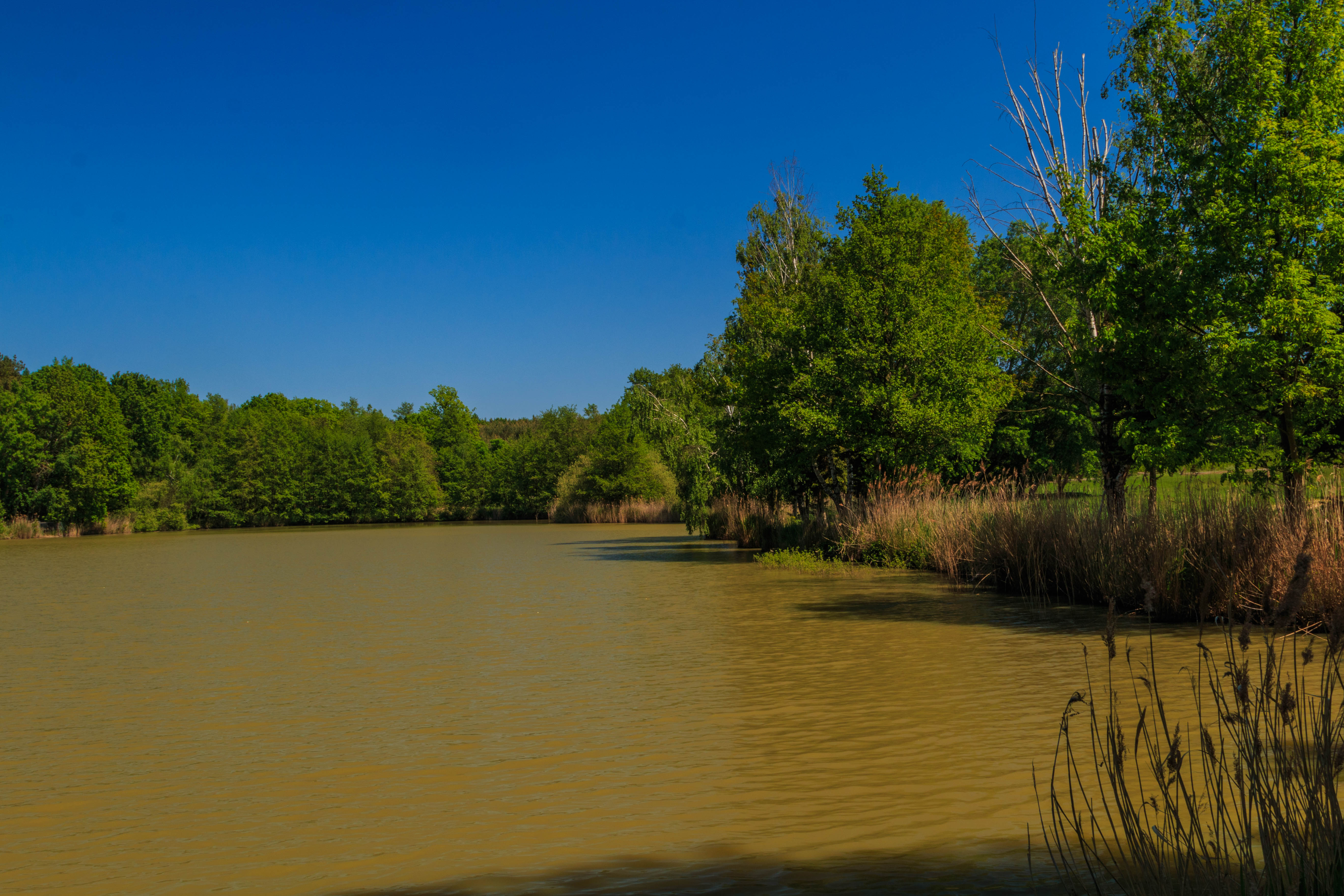
pohled na Těchlovický rybník
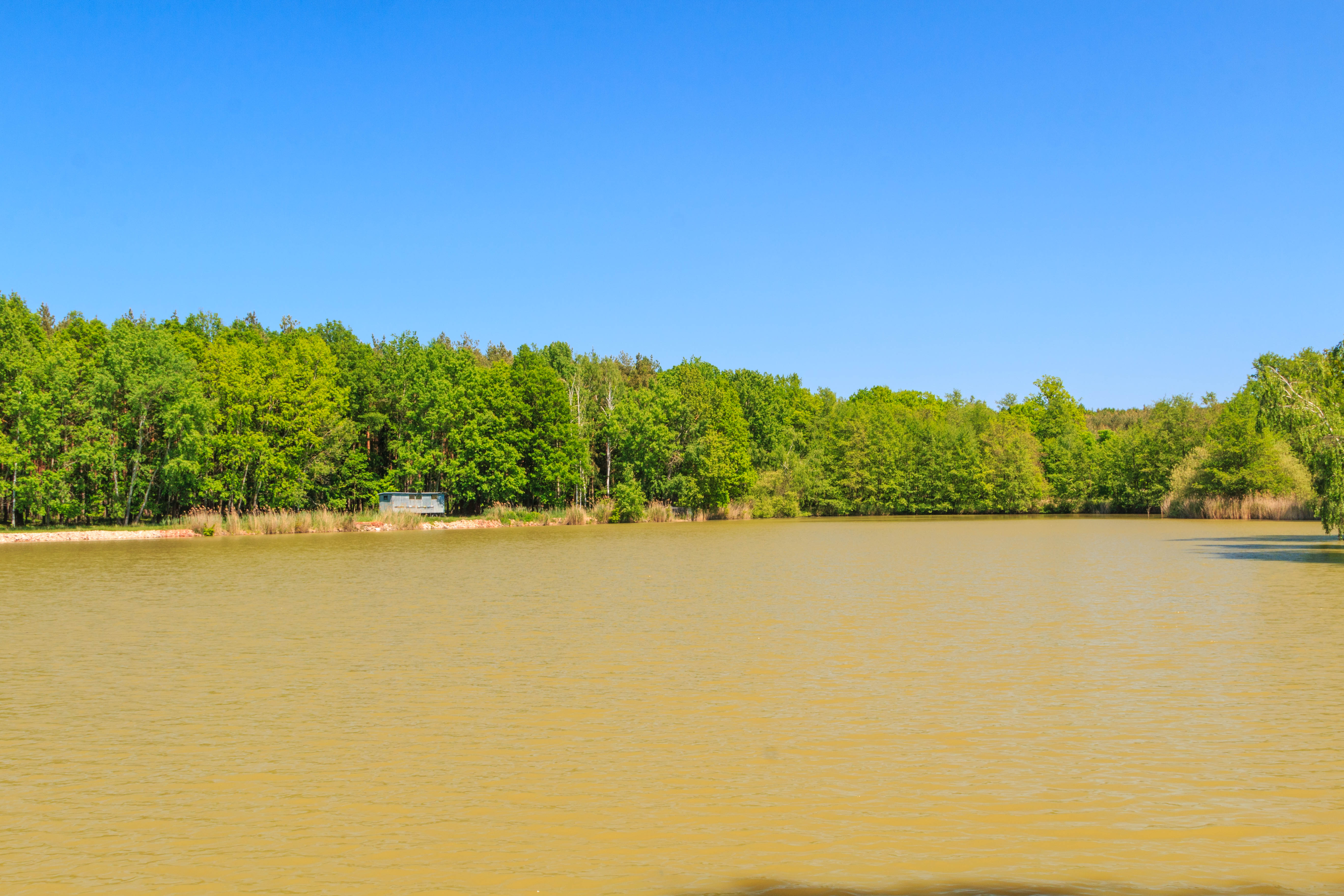
pohled na Těchlovický rybník
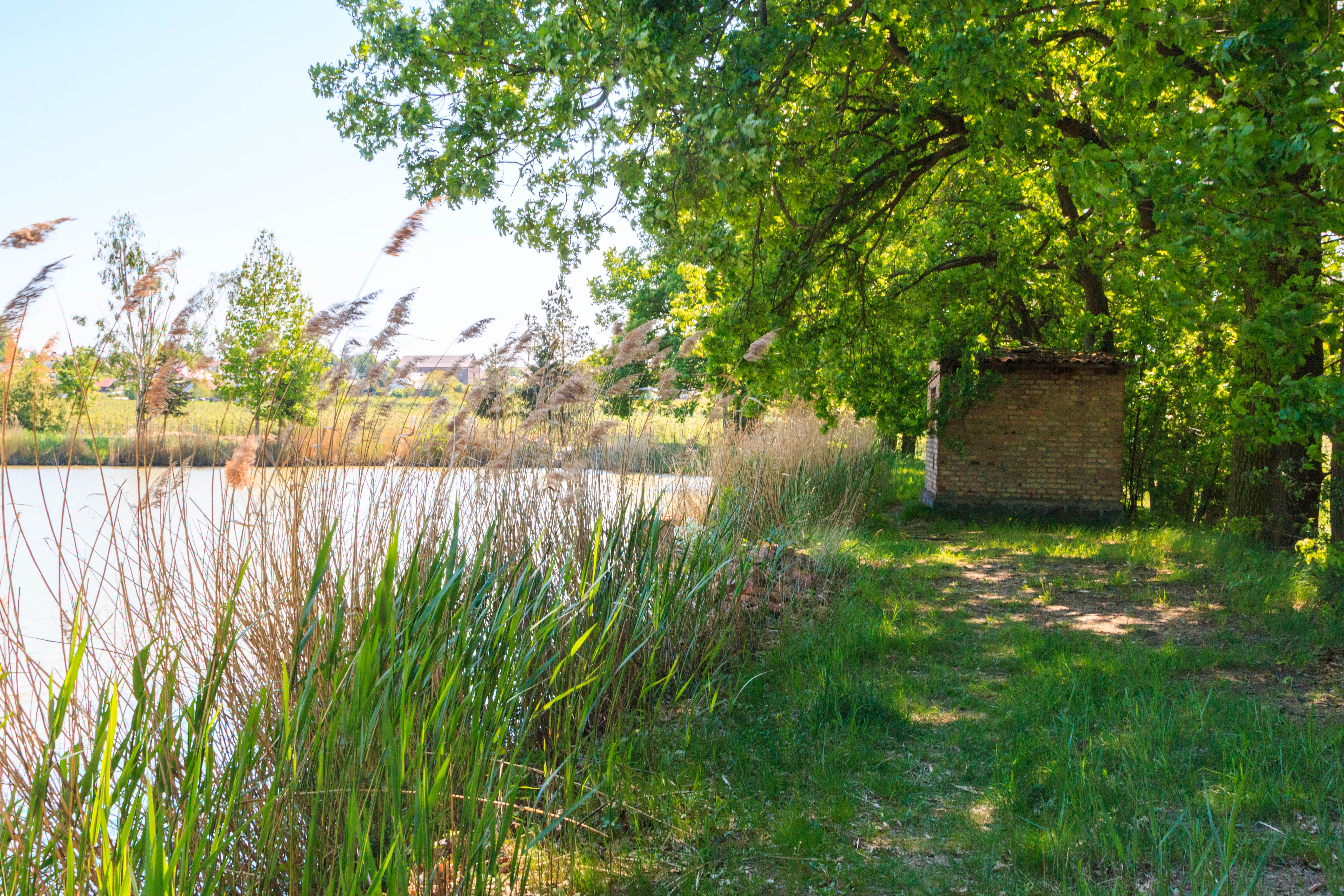
pohled na Těchlovický rybník